# Франц Карл Антон фон Хоенемс
Франц Карл Антон фон Хоенемс (на немски: Franz Karl Anton von Hohenems; * 1 август 1650; † 16 март 1713, Хоенемс) е управляващ граф от стария род Хоенемс в Хоенемс между Австрия и Швейцария.

## Живот
Той е големият син на граф Карл Фридрих фон Хоенемс (1622 – 1675) и съпругата му принцеса Корнелия Луция д'Алтемпс († 1691), дъщеря на Джианпиетро д'Алтемпс († 1691), 3. херцог ди Галезе, маркиз ди Сориано и Ангелика де' Медичи († 1636). Брат му Антон Йозеф фон Хоенемс (1652 – 1674) е домхер в Констанц. Сестра му Мария Катарина фон Хоенемс (1653 – 1739) се омъжва ок. 12 ноември 1673 г. за граф Максимилиан Вунибалд фон Валдбург-Фридберг и Траухбург (1647 – 1717).
По времето на управлението на Франц Карл Антон крепостта и господството Хоенемс са поставени под императорско управление. През 1687 г. той трябва да избяга в Хеербруг близо до Швейцария от хората, на които дължи пари. Там фамилията има права на съдия. Както братовчед му Фердинанд Карл фон Хоенемс в днешен Лихтенщайн, и неговото управление се свързва с корупция и прахосване. Той води процеси против вещиците и богатите жители и конфискува имането на осъдените. През 1679 г. се повдига срещу него обвинение в Инсбрук, което се пренасочва в императорския съд във Виена. Между обвинителите са и неговите братовчеди Якоб Ханибал III Фридрих фон Хоенемс и Фердинанд Карл фон Хоенемс, на които той не плащал издръжката. През 1688 г. Франц Карл Антон е свален от управлението на Хоенемс и Лустенау. Управлението поема братовчед му Франц Вилхелм II, който умира през 1691 г. по времето на императорски поход в Сърбия. През 1693 г. управлението поема княжеския абат на Кемптен.

## Фамилия
Франц Карл Антон фон Хоенемс се жени 1678 г. за Франциска Шмидлин фон Лебенфелд († 19 февруари 1726, Хоенемс), дъщеря на неговия главен управител Йохан Шмидлин фон Лебенфелд. Морганатичният брак остава бездетен.